# Zuqualla
Der Zuqualla (oder Zukwala, Zuquala, Zuqwala; amharisch ዝቋላ) ist ein erloschener und 2989 m hoher Schichtvulkan in der äthiopischen Region Oromiyaa.

## Geographische Lage und Daten
Der Zuqualla liegt etwa 25 km südsüdwestlich von Debre Zeyit und erhebt sich etwa 1100 m über dem umliegenden Gelände. Seine Basis hat einen Durchmesser von 12 km. Die Caldera hat 2 km Durchmesser und ist etwa 300 m tief.

## Kratersee mit Bauwerken
Bekannt ist der Zuqualla für seinen Kratersee, der den äthiopischen Christen wie auch Anhängern von traditionellen afrikanischen Religionen als heilig gilt. Auf einer Insel des Sees befindet sich ein Kloster, angeblich von dem Heiligen Gebre Manfus gegründet. Es wurde zerstört und eine Kirche am Fuß des Berges von Imam Ahmad Gragn (dem „Linkshänder“) 1531 geplündert. Es gibt noch viele heilige Plätze am und um den Berg, meistens künstliche Felsanordnungen. Halbjährlich wird vom Kloster ein Fest ausgerichtet.

Zuqualla aus Flughöhe (1934)